# Livero de l'abbecho
Il Livero de l'abbecho è un manuale medievale di aritmetica in volgare umbro, tramandato  del Codex 2404, conservato alla Biblioteca Riccardiana di Firenze, di cui il manoscritto occupa i fogli dal n. 1 al n. 178.

## Datazione del manoscritto
Il manoscritto, che si presenta come Livero de l'abbecho secondo la oppenione de maiestro Leonardo de la chasa degli figliuogle Bonacie da Pisa è privo di data, ma ragioni di coerenza interna permettono di collocarne la scrittura intorno agli anni 1288-1290.
In base alle attuali conoscenze, è considerato il primo manuale di aritmetica apparso in Occidente dopo il 
tramonto del mondo classico. Tale primato, infatti, non può essere attribuito al celebre Liber abbaci di Leonardo Fibonacci, completato nel 1202: questo, pur essendo la summa dell'aritmetica occidentale, non può essere considerato un manuale, dal momento che la sua monumentale struttura unita al fatto di essere scritto in latino, ne limitavano la fruibilità ai soli studiosi.

## Struttura e contenuti
Diviso in 31 brevi capitoli, il Livero de l'abbecho si rivela, per almeno tre quarti, un fedele volgarizzamento, dal latino, di materiali e problemi del famoso e monumentale Liber abbaci di Leonardo Fibonacci, completato nel 1202, compreso il famoso problema dei due conigli, che, nell'occasione, viene riformulato in termini di una coppia di piccioni. Fra i 31 capitoli, ve ne sono tre, dedicati a problemi di calcolo degli interessi e degli ammortamenti, che non figurano sul Liber abbaci.
Rispetto al Liber abaci, si nota lo sforzo dell'autore nel voler presentare i contenuti a una platea più ampia di lettori: innanzitutto, già la stessa scrittura in volgare, rispetto al latino, era in grado di garantire una migliore accessibilità; inoltre, ogni problema del Liber abaci è preceduto da una presentazione in termini di problemi più semplici.
Il suo autore, tuttavia, non dà mostra di particolari abilità matematiche. Per questo si suppone trattarsi di un compilatore di materiali altrui. Questa considerazione fornisce una traccia per delle congetture sulla provenienza dei materiali che costituiscono la rimanente parte dell'opera.

## Origine
Il Livero de l'abbecho ha ricevuto l'attenzione degli studiosi dopo il 1989, anno in cui si è avuta la prima pubblicazione del manoscritto, per le cure di Gino Arrighi, e si è aperta la strada a studi più estensivi. Raffaella Franci, ricercatrice del Centro Studi della Matematica Medioevale dell'Università di Siena, ha tentato di far luce sulla sua origine in un saggio pubblicato nel 2003, provando a rintracciarne l'origine e suggerendone la fonte in una pubblicazione perduta di Leonardo Fibonacci, il Liber minor guise. La sua congettura, tuttavia, non è universalmente accettata.